# Gunnerkrigg Court
Gunnerkrigg Court est une bande dessinée en ligne dessinée et scénarisée par Tom Siddell, un auteur britannique, et lancée en avril 2005. Son univers mêle fantastique, suspense et fantasy mythologique. Elle paraît en ligne, en anglais, sur un site Internet dédié qui est mis à jour trois fois par semaine. Depuis 2008, elle fait aussi l'objet d'une parution papier chez Archaia Studios Press et Titan Books. Gunnerkrigg Court a été accueilli par de très bonnes critiques et a remporté plusieurs prix aux Web Cartoonists' Choice Awards entre 2006 et 2009.

## Synopsis
Gunnerkrigg Court relate les aventures d'une jeune fille, Antimony Carver (souvent surnommée "Annie"), au sein d'une école mystérieuse qui donne son titre à la bande dessinée. Antimony se lie rapidement d'amitié avec Katerina Donlan (surnommée "Kat"). Ensemble, elles lèvent peu à peu les mystères sur le passé de Gunnerkrigg Court et sur son propre passé. Antimony rencontre d'abord un supposé démon nommé Reynardine, qui s'avère bientôt être Renart du roman de Renart. Antimony se trouve progressivement impliquée dans les relations diplomatiques tendues entre Gunnerkrigg Court et les habitants de la forêt de Gillitie Wood, qui s'étend en face de l'école. Gillitie Wood est dirigée par le Coyote, le trickster tout droit sorti des mythologies amérindiennes, qui a pour bras droit Ysengrin (venu du roman de Renart).

## Personnages principaux
- Antimony Carver ("Annie"). Antimony est le personnage principal de Gunnerkrigg Court, dont elle est la narratrice au premier chapitre. Son prénom est le nom anglais de l'antimoine. Antimony est une jeune fille aux longs cheveux roux et au caractère au premier abord réservé, voire indifférent. Elle s'anime en réalité auprès des amis avec qui elle se sent à l'aise. Antimony a passé son enfance à l'hôpital de Good Hope, auprès de sa mère Surma, qui y était retenue par une grave maladie qui l'a finalement emportée. Son père, M. Carver, travaillait à l'hôpital comme biologiste et avait consacré sa vie à tenter de sauver son épouse, mais en vain. Après la mort de Surma, le père d'Antimony l'a placée à Gunnerkrigg Court avant de partir sans laisser d'adresse et de couper tout contact avec sa fille. Isolée pendant son enfance, Antimony y a rencontré en revanche des êtres surnaturels, des psychopompes issus de différentes mythologies, qu'elle voit déambuler dans les couloirs, sans comprendre qu'ils sont là pour emporter les esprits des mourants dans l'autre monde. Ce sont des créatures comme Muut (un homme à tête de hibou, personnage de la mythologie des Cahuillas), le Chien noir (du folklore des îles britanniques), l'Ankou du folklore de Basse-Bretagne, etc. Cela explique qu'elle ne soit souvent pas effrayée lorsqu'elle rencontre des créatures étranges. Au fil des chapitres, l'histoire lève plusieurs mystères sur les parents d'Antimony (notamment le fait qu'ils ont tous les deux été élèves puis professeurs à Gunnerkrigg Court). Ces révélations expliquent certaines facettes de son caractère et certaines de ses capacités.
- Katerina Donlan ("Kat"). Katerine est une jeune fille enjouée aux cheveux noirs courts et aux yeux noirs, qui devient très vite le second personnage principal de l'histoire : elle et Antimony deviennent très vite inséparables. Katerina est la fille de deux professeurs de Gunnerkrigg Court. Là où Annie est plus à l'aise avec le surnaturel mais est souvent perdue en sciences, Katerina est une passionnée de technologie et ne cesse de fabriquer des machines. Elle se plonge bientôt dans les archives de l'école afin de comprendre le fonctionnement de certains des plus anciens robots qui y vivent. Katerina est attirée par les hommes sans être fermée à l'idée d'une relation avec une femme. Au chapitre 42, elle noue une relation amoureuse avec une autre élève de la classe, Paz.
- Shadow Two ("Ombre Deux"). Apparue dès le premier chapitre, c'est une créature bidimensionnelle qui suit Antimony. Shadow Two est bidimensionnel et obscur, mais peut modifier sa forme à volonté (ce qui lui permet notamment de former des lettres pour s'exprimer). Antimony l'aide à rentrer à Gillitie Wood dont il est originaire, mais après quelque temps il revient et reste un personnage secondaire régulier. Ami d'Antimony et de Kat, qui lui apprennent à parler, il devient peu à peu très proche de Robot.
- Robot. Assemblé et allumé par Antimony au premier chapitre, Robot sert à raccompagner Shadow Two jusqu'à Gillitie Wood. Tous deux reviennent après quelques chapitres. Après ce retour mouvementé, Antimony et Kat doivent sauver Robot, dont le corps a été réduit à l'état de trombones, et lui en construisent plusieurs autres au fil des pages. Robot voue un véritable culte à Kat en raison de ses exploits en robotique, et il est très proche de Shadow Two.
- Reynardine (Renard). Autre personnage important de l'histoire qui apparaît dès le chapitre 3, Reynardine apparaît d'abord comme un dangereux démon capable de posséder le corps de ses victimes, ce qui les tue lorsqu'il les quitte. Prisonnier d'une peluche d'Antimony, il s'adoucit peu à peu et finit par lier une profonde amitié avec elle. Reynardine n'est autre que Renart du roman de Renart, venu s'installer à Gillitie Wood de même que Coyote et Ysengrin. Il a connu Surma, la mère d'Antimony, à laquelle il était très lié.
- Coyote. Il s'agit du Coyote des mythes amérindiens, l'une des figures du trickster, dieu rusé, facétieux et imprévisible, parfois redoutable, et doté de grands pouvoirs. Dans un lointain passé, Coyote est venu s'installer à Gillitie Wood, qui est devenue son domaine. C'est une créature à l'humeur imprévisible quoique souvent enjouée. Il est surtout passé maître en matière de machinations et de ruses.
- Ysengrin. Venu du Roman de Renart comme Reynardine, Ysengrin est le principal serviteur du Coyote à Gillitie Wood. Le Coyote l'a doté d'une armure ligneuse à la forme humanoïde et de grands pouvoirs sur les arbres. Doté d'une force colossale, Ysengrin montre cependant un équilibre mental vacillant et est sujet à des crises de folie furieuse.
- Mr. Eglamore. Professeur à Gunnerkrigg Court, Mr. Eglamore s'avère vite remplir également le rôle de tueur de dragons, une charge qui consiste en réalité moins à tuer des dragons qu'à protéger les élèves contre les créatures de la forêt ou simplement à prévenir les accidents. À cette fin, il a suivi un long entraînement qui lui permet notamment de se déplacer avec une rapidité fulgurante si nécessaire. M. Eglamore était un ami proche des parents d'Antimony et de Katerina pendant leur scolarité à Gunnerkrigg Court.
- Jones. Jones a l'apparence d'une femme blonde entre deux âges au visage perpétuellement inexpressif. Elle est chargée de former les médiums de Gunnerkrigg Court pour les relations diplomatiques avec la forêt, et, à ce titre, elle est l'une des principales conseillères du principal de l'école. Jones est un personnage particulièrement énigmatique, tant par sa personnalité que par ses pouvoirs hors normes. Sa vraie nature est révélée peu à peu.

## Conception
Tom Siddell commence à dessiner Gunnerkrigg Court début 2005. Il dessine l'équivalent de trois mois de mises à jour avant de commencer à publier les planches en ligne, d'abord au rythme de deux mises à jour par semaine, puis de trois. Siddell n'a pas de formation spécifique en dessin mais travaille en tant qu'artiste graphique de jeux vidéo. Passionné de bandes dessinées dès l'enfance, il cite parmi ses références principales Nausicaä de la vallée du vent de Hayao Miyazaki, Hellboy de Mike Mignola et Bone de Jeff Smith.
Pendant les premières années, Siddell travaille pendant la semaine et consacre tous ses week-ends à créer trois planches de sa BD, ce qui implique de sacrifier une bonne partie de sa vie sociale. Courant 2012, les revenus engrangés grâce aux dons sur le site de sa BD puis par la plate-forme de financement participatif Patreon lui permettent de quitter son travail et de se consacrer entièrement à sa bande dessinée. Il dispose ainsi de davantage de temps pour travailler sur chaque page, mais aussi pour dessiner des histoires supplémentaires (comme Annie in the Forest) et se rendre à des conventions et festivals.
Les planches sont dès le début en couleur et adoptent le format d'une page de comic. L'histoire s'organise en chapitres de quelques dizaines de pages qui forment chacun une petite intrigue autonome, mais s'insèrent dans une intrigue globale. Pour les dix-sept premiers chapitres, il dessine sur papier, à l'encre, avant de coloriser par informatique ; il passe ensuite au tout numérique, en utilisant principalement les logiciels Photoshop et Painter.
Siddell tâche de garder en moyenne trois mois d'avance sur les planches qu'il met en ligne, et il a une idée claire de la fin de son histoire et des mystères qu'il lève au fil des chapitres.

## Accueil critique
Tom Siddell n'assure pas de publicité particulière autour de sa BD : celle-ci bénéficie d'abord d'un bouche à oreille favorable sur Internet puis est distinguée par plusieurs prix à partir de 2006 (voyez la section dédiée plus bas).
En juin 2006, l'écrivain Neil Gaiman mentionne Gunnerkrigg Court sur son blog et en dit du bien. Il le présente comme « vraiment agréable (...) le genre qui se retrouvera sans aucun doute sous forme papier tôt ou tard ». Il le présente comme « une histoire d'école semi-gothique, tendre-drôle, avec des mystères, des robots, etc. » et le rapproche de Bone de Jeff Smith. La fréquentation du site bondit et le public de Gunnerkrigg Court s'élargit encore.
En 2008, Tom Siddell est contacté par une agent littéraire pour une publication papier professionnelle de Gunnerkrigg Court. Ils entrent alors en contact avec Archaia Studios Press, ce qui débouche sur le premier volume, intitulé Gunnerkrigg Court: Orientation, qui regroupe les 14 premiers chapitres. Plusieurs autres volumes paraissent au cours des années suivantes.
En 2009, au moment de la parution du deuxième volume papier, un critique du site Comic Book Resources indique que Gunnerkrigg Court est suivi par un grand nombre de fans. En  2010, Kaylee Byram évoque la BD sur le site Comicmix : « Cette BD en ligne a vraiment gagné sa célébrité et ses fans. Elle offre un dessin soigné, des décors détaillés, une histoire bien construite... tout ce qui captive le public au bout du compte. »

## Récompenses
En 2006, Gunnerkrigg Court est nommée aux Web Cartoonists' Choice Awards dans trois catégories (Usage de la couleur, Nouvelle BD, Histoire longue) et remporte finalement le prix de la Nouvelle BD. Les trois années suivantes, Gunnerkrigg Court remporte plusieurs autres prix aux Web Cartoonists' Choice Awards : le prix de Conception des décors (ex aequo avec Inverloch) en 2007, le prix de la BD dramatique en 2008, et, en 2009, trois prix : Meilleure BD, Meilleure BD longue et Meilleur scénario (la BD faisait aussi partie des finalistes dans la catégorie "Meilleurs dessins en couleur").
Gunnerkrigg Court obtient en 2006 le prix "International Clickie" lors des Clickburg Webcomic Awards, qui se tiennent lors du Stripdagen Haarlem, un festival de BD aux Pays-Bas.
Le premier volume papier tiré de la BD, Gunnerkrigg Court: Orientation, remporte le prix du Livre de l'année 2008 du magazine américain Foreword dans la catégorie "Romans graphiques". Aux États-Unis, la Young Adult Library Services Association (subdivision de l'American Library Association) inclut le volume dans sa liste des dix meilleurs romans graphiques pour adolescents de 2010.

## Volumes papier
- Gunnerkrigg Court : Orientation, Kearny, Archaia Studios Press, 2008  (ISBN 978-1932386349). Réédité sous couverture souple chez Titan Books  (ISBN 978-1848561755).
- Gunnerkrigg Court, Volume 2: Research, Kearny, Archaia Studios Press, 2010  (ISBN 978-1932386776).
- Gunnerkrigg Court Volume 3: Reason, Kearny, Archaia Studios Press, 2011  (ISBN 978-1-936393-23-7).
- Gunnerkrigg Court, Volume 4: Materia, Kearny, Archaia Studios Press, 2013  (ISBN 978-1936393992).
- Annie in the Forest, Part One.
- Annie in the Forest, Part Two.